# Viswanathan Anand
Viswanathan (Vishy) Anand (Chennai, 11 december 1969) is een Indiaas schaakgrootmeester. Hij won zowel in 2000 als 2007 een toernooi om het wereldkampioenschap. In 2008, 2010 en 2012 verdedigde hij zijn titel met succes in matches. In 2013 in Chennai lukte hem dat niet. Op 22 november 2013 werd Magnus Carlsen de nieuwe wereldkampioen.

## Biografie
Anand – eigenlijk zijn voornaam – leerde schaken van zijn moeder Surila. Hij was zes jaar toen hij voor de eerste keer naar de schaakclub in Chennai ging en zeven jaar toen hij de toenmalig sterkste schaker van India, Manuel Aaron, versloeg. In 1984 werd hij internationaal meester en in 1987 jeugdwereldkampioen en daarmee tevens grootmeester. Hij stond vooral in de eerste jaren van zijn carrière bekend om zijn snelle spel.

## Prestaties

### Voor 2004
- In 1986 werd Anand met Jeroen Piket en Gad Rechlis gedeeld 6e op de  wereldkampioenschappen voor junioren in Gausdal (Noorwegen); Walter Arencibia (Cuba) eindigde als winnaar.[1]
- In 1987 werd hij Wereldkampioen bij de junioren.
- In 1989 deed hij voor het eerst mee aan het Hoogovenstoernooi en won het, gedeeld met Predrag Nikolić, Zoltán Ribli en Gyula Sax.
- In 1990 plaatste hij zich in het Interzonetoernooi van Manilla voor de kandidatenmatches om het wereldkampioenschap.
- In 1991 versloeg hij in de kandidatenmatches Aleksej Drejev (4½-1½), maar verloor van Anatoli Karpov (3½-4½).
- In 1992 en 1993 won hij het VSB-toernooi in Amsterdam.
- In 1994 deed hij zowel mee aan de kandidatenmatches van de FIDE als van de PCA. Voor de FIDE versloeg hij Artur Joesoepov (4½-2½), maar verloor van Gata Kamsky in een tie-break na 4-4. Voor de PCA versloeg hij Oleh Romanysjyn met 5-2 en Michael Adams met 5½-1½.
- In 1995 won hij de finale van de PCA-kandidatenmatches van Gata Kamsky met 6½-4½. De resulterende match om het wereldkampioenschap tegen Garri Kasparov ging met 7½-10½ verloren.
- Eind 1997 won hij het eerste knock-outtoernooi in het kader van het FIDE-Wereldkampioenschap. Begin 1998 verloor hij de aansluitende match tegen Karpov. De match eindigde in 3-3, Karpov won de tie-break.
- 1998 was verder een succesvol jaar. Anand deelt de overwinning in het Hoogovenstoernooi met Vladimir Kramnik en wint ook in Linares, in Madrid en in Tilburg.
- In 2000 won Anand in New Delhi en Teheran het FIDE-wereldkampioenschap door in de finale Aleksej Sjirov te verslaan.
- In 2003 won hij het Corus Chess Tournament te Wijk aan Zee.

### 2004
- Anand won wederom het Corus-toernooi.
- Anand won het Dortmund Sparkassen Superschachtournament in juli.
- In augustus 2004 won hij het "Chess Classic 2004" te Mainz.
- Eveneens in augustus 2004 won Anand het Desafio de Xadrez-toernooi in São Paulo (Brazilië).
- Met het Indiase team nam hij deel aan de 36e Schaakolympiade. Het team eindigde als zesde.
- Op 26 en 27 november 2004 werd te Tallinn het Keres Memorial toernooi verspeeld dat door Anand met 5 uit 5 gewonnen werd.

### 2005
- Anand eindigde als tweede in het Corus-toernooi
- Van 23 februari t/m 10 maart 2005 werd het 22e torneo Ciudad de Linares verspeeld. Anand werd derde.
- Anand won in juni 2005 de finale van het 18e Ciudad de Leon toernooi met 2.5 tegen 1.5 van Rustam Kasimdzjanov.
- Van 27 september t/m 16 oktober 2005 werd in San Luis Argentinië het wereldkampioenschap schaken gespeeld dat met 10 uit 14 door Veselin Topalov gewonnen werd. Anand eindigde met 8.5 punt op de tweede plaats.

### 2006
- In januari 2006 won Anand het Corus-toernooi 2006, maar moest die overwinning delen met Veselin Topalov.
- In mei 2006 eindigde Anand als derde in het M-Tel Masters toernooi in Sofia, met 5½ uit 10.

### 2007
- In het Corus-toernooi eindigde Anand met 7½ uit 13 op de vijfde plaats.
- Anand won het toernooi van Morelia-Linares met 8½ uit 14.
- In de FIDE-ratinglijst van april stond Anand voor het eerst op de eerste plaats.
- Hij wint in september het toernooi voor de wereldtitel in Mexico-Stad en wordt zo voor de tweede maal wereldkampioen.

### 2008
- Bij het Corus-toernooi werd Anand gedeeld 3e/4e.
- Hij won nogmaals toernooi van Morelia-Linares met 8½ uit 14.
- In oktober verdedigde hij met succes zijn wereldtitel in Bonn in de tweekamp met Vladimir Kramnik.

### 2009
- Anand eindigde in Linares als 4e met 7 uit 14.
- Bij het Tal-memorial werd hij gedeeld 4e/5e met 5 uit 9.

### 2010
- Bij het Corus toernooi werd Anand 4e/5e met 7½ uit 13.
- Anand versloeg Veselin Topalov in het wereldkampioenschap schaken 2010 en bleef daarmee wereldkampioen.

### 2012
- Anand won van Boris Gelfand in het wereldkampioenschap schaken 2012 en behield daarmee wederom het wereldkampioenschap.

### 2013
Hij boekte geen grote successen.

## Schaakpartij
Hier volgt de partij Cebalo – Anand (0-1), gespeeld om het kampioenschap van Corsica in 2003;  schaakopening: Dame-Indisch. 

1.d4 Pf6 2.c4 e6 3.Pf3 b6 4.Pc3 Lb7 5.a3 d5 6.cxd5 Pxd5 7.Ld2 Pd7 8.Pxd5 Lxd5 9.Dc2 Tc8 10.e4 Lb7 11.0-0-0 Le7 12.Kb1 0-0 13.Lc3 c5 14.d5 exd5 15.exd5 c4 16.h4 Te8 17.Le2 Tc5 18.Pg5 Pf8 19.Lf3 Lxg5 20.hxg5 Dxg5 21.Lb4 Txd5 22.Txd5 Lxd5 23.Th5 (diagram) 23. ..., Dxh5 (0-1)